# Inmortalidad Hayflick
Es un experimento que se esta llevando a cabo por genetistas e ingenieros en biotecnología en el que buscan modificar a voluntad el límite de Hayflick que es el número de duplicaciones que puede sufrir una célula eucariota antes de entrar en senescencia, en el cual una vez poder modificar ese límite y controlar las veces que se duplica una célula, detener el envejecimiento expulsando células muertas del cuerpo siendo sustituidas por las células nuevas que podrán manipularse a voluntad. El propósito principal del experimento es lograr la inmortalidad biológica del cuerpo humano, evitando la vejez, pues las células nunca dejarian de duplicarse y el cuerpo se mantendría saludable.
- Datos: Q60968920